# Arctotis hirsuta
Arctotis hirsuta là một loài thực vật có hoa trong họ Cúc. Loài này được (Harv.) Beauverd mô tả khoa học đầu tiên năm 1915.